# Hippopleurifera repugnans
Hippopleurifera repugnans is een mosdiertjessoort uit de familie van de Romancheinidae. De wetenschappelijke naam van de soort is, als Hippomenella repugnans, voor het eerst geldig gepubliceerd in 1929 door Ferdinand Canu en Ray Smith Bassler.